# Lysandra
Lysandra är ett släkte av fjärilar. Lysandra ingår i familjen juvelvingar.

## Dottertaxa tillLysandra, i alfabetisk ordning[1]
- Lysandra addenda
- Lysandra adonis
- Lysandra agestis
- Lysandra aidae
- Lysandra alba
- Lysandra albescens
- Lysandra albesco
- Lysandra albicincta
- Lysandra albinismorufescens
- Lysandra albocentrijuncta
- Lysandra albocincta
- Lysandra albocrenata
- Lysandra albocuneata
- Lysandra albodescens
- Lysandra albofimbriata
- Lysandra albolineata
- Lysandra albolunulata
- Lysandra albomaculae
- Lysandra albomarginata
- Lysandra alboparallela
- Lysandra alboradia
- Lysandra alfacariensis
- Lysandra alpiumfusca
- Lysandra alpiumpallida
- Lysandra alternafimbriata
- Lysandra altica
- Lysandra analoga
- Lysandra anglica
- Lysandra angustimargo
- Lysandra antearentior
- Lysandra antebritannorum
- Lysandra antialbescens
- Lysandra antialbocincta
- Lysandra antialbofimbriata
- Lysandra antialbomaculae
- Lysandra antialbopuncta
- Lysandra antiaurantiaextensa
- Lysandra antiaurodifferentiae
- Lysandra anticaeca
- Lysandra anticaelestis
- Lysandra anticaerucincta
- Lysandra anticaerumaculae
- Lysandra anticaerupuncta
- Lysandra anticentrijuncta
- Lysandra anticrassilunulata
- Lysandra anticrassipuncta
- Lysandra anticuneata
- Lysandra antidecrescens
- Lysandra antidigitata
- Lysandra antidiscoelongata
- Lysandra antidiscoidalisnulla
- Lysandra antidiscoradiata
- Lysandra antidiscreta
- Lysandra antiextrema
- Lysandra antifowleri
- Lysandra antifuscofimbriata
- Lysandra antiglomerata
- Lysandra antigriseofimbriata
- Lysandra antiimpar
- Lysandra antiincrescens
- Lysandra antimaculae
- Lysandra antimixtaelongata
- Lysandra antiobsoleta
- Lysandra antiobsoletissima
- Lysandra antiparvipuncta
- Lysandra antipluripuncta
- Lysandra antiradiata
- Lysandra antiradiosa
- Lysandra antisagittata
- Lysandra antisemipluripuncta
- Lysandra antisessilis
- Lysandra antistriata
- Lysandra antitransiens
- Lysandra antitransversa
- Lysandra antiultradiscreta
- Lysandra antivacua
- Lysandra apenninigena
- Lysandra apenninus
- Lysandra apicoextensa
- Lysandra apicojuncta
- Lysandra apuana
- Lysandra arcuata
- Lysandra arcuata-i-nigrum
- Lysandra arcuata-semiarcuata
- Lysandra arcuata-semi-i-nigrum
- Lysandra arcuatoelongata
- Lysandra arens
- Lysandra arentior
- Lysandra arentissima
- Lysandra argentea
- Lysandra argus
- Lysandra arragonensis
- Lysandra asturiensis
- Lysandra atrescens
- Lysandra aurantiaextensa
- Lysandra aurescens
- Lysandra aurodifferentiae
- Lysandra auronulla
- Lysandra basielongata
- Lysandra basiextrema
- Lysandra basijuncta
- Lysandra basiradio
- Lysandra bell
- Lysandra bellargoides
- Lysandra bellargus
- Lysandra berber
- Lysandra biarcuata
- Lysandra bibasijuncta
- Lysandra bicolor
- Lysandra bi-i-nigrum
- Lysandra biirregularia
- Lysandra biirregularis
- Lysandra bilineata
- Lysandra bilunulata
- Lysandra bistriata
- Lysandra blanca
- Lysandra boisduvali
- Lysandra bolivari
- Lysandra borussia
- Lysandra bramafama
- Lysandra britannorum
- Lysandra burgalesa
- Lysandra caeca
- Lysandra caelestis
- Lysandra caelestissima
- Lysandra caerucincta
- Lysandra caeruleocincta
- Lysandra caeruleocuneata
- Lysandra caeruleolineata
- Lysandra caeruleolunata
- Lysandra caeruleopuncta
- Lysandra caeruleossmar
- Lysandra caerulescens
- Lysandra caerulescenslunulata
- Lysandra caerulescensmarginata
- Lysandra caerumaculae
- Lysandra calaethys
- Lysandra calydonius
- Lysandra carteri
- Lysandra centrialbescens
- Lysandra centriquinta
- Lysandra ceronus
- Lysandra ceronuslunulata
- Lysandra cincta
- Lysandra cinereamargo
- Lysandra cinnameus
- Lysandra cinnus
- Lysandra cinnus-obsoleta
- Lysandra cinyraea
- Lysandra circumscripta
- Lysandra ciscaucasica
- Lysandra cition
- Lysandra clio
- Lysandra c-nigrum
- Lysandra coelestina
- Lysandra coelestis
- Lysandra constanti
- Lysandra coppelia
- Lysandra coridon
- Lysandra cormion
- Lysandra corona
- Lysandra coronetta
- Lysandra corydon
- Lysandra costaextrema
- Lysandra costajuncta
- Lysandra costatransformis
- Lysandra courvoisieri
- Lysandra crassichevro
- Lysandra crassilunulata
- Lysandra cuencana
- Lysandra cuneata
- Lysandra cuneata-cuneata
- Lysandra cuneo-lunulata
- Lysandra cuneomarginata
- Lysandra curvatura
- Lysandra cyanogyna
- Lysandra damon
- Lysandra decrescens
- Lysandra deliciosa
- Lysandra digitata
- Lysandra diniae
- Lysandra discoelongata
- Lysandra discoidajuncta
- Lysandra discoidalisduplex
- Lysandra discoidalisnulla
- Lysandra discojuncta
- Lysandra discoradiata
- Lysandra discreta
- Lysandra divisa
- Lysandra dorylas
- Lysandra elongata
- Lysandra erilda
- Lysandra esteparina
- Lysandra etrusca
- Lysandra excelsa
- Lysandra exteratransversa
- Lysandra extrema
- Lysandra flavescens
- Lysandra flavomaculata
- Lysandra florentina
- Lysandra fowleri
- Lysandra fowleri-margino
- Lysandra fulvafimbriata
- Lysandra fulvescens
- Lysandra fumidescens
- Lysandra fumosa
- Lysandra furva
- Lysandra furvescens
- Lysandra fuscamargo
- Lysandra fuscescens
- Lysandra fuscociliata
- Lysandra fuscofimbriata
- Lysandra gaillardi
- Lysandra galliae
- Lysandra germanella
- Lysandra glomerata
- Lysandra graeca
- Lysandra grisea
- Lysandra griseofimbriata
- Lysandra guadarramensis
- Lysandra hafneri
- Lysandra hibera
- Lysandra hispanagallica
- Lysandra hyacinthus
- Lysandra impar
- Lysandra improba
- Lysandra impuncta
- Lysandra inaequalis
- Lysandra inalpina
- Lysandra increscens
- Lysandra infraalbescens
- Lysandra infraaurantia
- Lysandra infralatiora
- Lysandra infralavendula
- Lysandra inframarginata
- Lysandra inframelaina
- Lysandra infrasemialbescens
- Lysandra infrasemisyngrapha
- Lysandra infrasessilis
- Lysandra infraviridescens
- Lysandra infuscata
- Lysandra i-nigrum
- Lysandra i-nigrum-arcuata
- Lysandra i-nigrum-semiarcuata
- Lysandra i-nigrum-semi-i-nigrum
- Lysandra insulana
- Lysandra iranica
- Lysandra irregularia
- Lysandra irregularis
- Lysandra italagallica
- Lysandra italaglauca
- Lysandra jachontovi
- Lysandra juncta
- Lysandra jurae
- Lysandra kankonis
- Lysandra khaki
- Lysandra krodeli
- Lysandra lacticolor
- Lysandra lallemandi
- Lysandra langhami
- Lysandra latefasciata
- Lysandra latiora
- Lysandra lavendula
- Lysandra leucophthalma
- Lysandra limbojuncta
- Lysandra linea
- Lysandra livida
- Lysandra lunacuspidis
- Lysandra lunaextensa
- Lysandra lunuco
- Lysandra lunulata
- Lysandra luteopunctata
- Lysandra lutescens
- Lysandra maculae
- Lysandra magnalutea
- Lysandra magnapunctifera
- Lysandra maja
- Lysandra manleyi
- Lysandra margarita
- Lysandra marginata
- Lysandra margotransformis
- Lysandra mariscolore
- Lysandra maritimarum
- Lysandra menendezpelayoi
- Lysandra metallica
- Lysandra minor
- Lysandra minutepunctata
- Lysandra mixtaalbocincta
- Lysandra mixtaalbopuncta
- Lysandra mixtacaerucincta
- Lysandra mixtacaerupuncta
- Lysandra mixtacincta
- Lysandra mixtaelongata
- Lysandra mixtapuncta
- Lysandra mixtasuavis
- Lysandra morena
- Lysandra multipuncta
- Lysandra narbonensis
- Lysandra neutra
- Lysandra nicaeensis
- Lysandra niesiolowskii
- Lysandra nigrescens
- Lysandra nigromaculata
- Lysandra nonarcuata
- Lysandra nubila
- Lysandra nufrellensis
- Lysandra oberthueri
- Lysandra obsoleta
- Lysandra oceanus
- Lysandra ochrea
- Lysandra october
- Lysandra olivacea
- Lysandra ornamenta
- Lysandra osmarr
- Lysandra ossmar
- Lysandra pallescens
- Lysandra pallida
- Lysandra parallela
- Lysandra parisienis
- Lysandra partimalbodescens
- Lysandra partimauronulla
- Lysandra partimflavescens
- Lysandra partimfurvescens
- Lysandra partimfuscofimbriata
- Lysandra partimlutescens
- Lysandra partimrufescens
- Lysandra partimsuffescens
- Lysandra partimtransformis
- Lysandra parvipuncta
- Lysandra paucipuncta
- Lysandra paucipunctaalbosagittata
- Lysandra persaemagna
- Lysandra petri
- Lysandra philippi
- Lysandra pictonensis
- Lysandra pluripuncta
- Lysandra polona
- Lysandra pontica
- Lysandra postalba
- Lysandra postalbescens
- Lysandra postalbocincta
- Lysandra postalbofimbriata
- Lysandra postalbomaculae
- Lysandra postalbonigrofimbriata
- Lysandra postalbopuncta
- Lysandra postappenninigena
- Lysandra postaurantiaextensa
- Lysandra postaurodifferentiae
- Lysandra postbielongata
- Lysandra postcaeca
- Lysandra postcaerucincta
- Lysandra postcaerumaculae
- Lysandra postcaerupuncta
- Lysandra postcentrijuncta
- Lysandra postcrassilunulata
- Lysandra postcrassipuncta
- Lysandra postcuneata
- Lysandra postdecrescens
- Lysandra postdigitata
- Lysandra postdiscoelongata
- Lysandra postdiscoidalisnulla
- Lysandra postdiscojuncta
- Lysandra postdiscoradiata
- Lysandra postdiscreta
- Lysandra postexteratransversa
- Lysandra postextrema
- Lysandra postfowleri
- Lysandra postfulvescens
- Lysandra postglomerata
- Lysandra postgrisea
- Lysandra postgriseofimbriata
- Lysandra posticolunulata
- Lysandra posticoobsoleta
- Lysandra posticostriata
- Lysandra postimpar
- Lysandra postimpuncta
- Lysandra postincrescens
- Lysandra postlunacuspidis
- Lysandra postlunulata
- Lysandra postmaculae
- Lysandra postmagnalutea
- Lysandra postmixtaelongata
- Lysandra postobsoleta
- Lysandra postobsoletissima
- Lysandra postoparvipuncta
- Lysandra postpluripuncta
- Lysandra postpulla
- Lysandra postpunctifera
- Lysandra postquadrielongata
- Lysandra postradiata
- Lysandra postradiosa
- Lysandra postrufomarginata
- Lysandra postsagittata
- Lysandra postsemipluripuncta
- Lysandra poststriata
- Lysandra posttransiens
- Lysandra posttransversa
- Lysandra posttrielongata
- Lysandra postultradiscreta
- Lysandra postultrafulvescens
- Lysandra postunielongata
- Lysandra postvacua
- Lysandra pseudoasturiensis
- Lysandra pulchella
- Lysandra pulchra
- Lysandra pulla
- Lysandra puncta
- Lysandra punctifera
- Lysandra punctistriata
- Lysandra quadrielongata
- Lysandra quadripuncta
- Lysandra quadrisuavis
- Lysandra quinquepuncta
- Lysandra quinquesuavis
- Lysandra quintaerratica
- Lysandra radiata
- Lysandra radio
- Lysandra radioperaurantia
- Lysandra radiosa
- Lysandra retrojuncta
- Lysandra reverdini
- Lysandra rosconiteus
- Lysandra roystonensis
- Lysandra rubricornis
- Lysandra rubromaculata
- Lysandra rufescens
- Lysandra rufoclarens
- Lysandra rufolunulata
- Lysandra rufomarginata
- Lysandra rufosplendens
- Lysandra sagittata
- Lysandra salacia
- Lysandra samsoni
- Lysandra semialbescens
- Lysandra semialbofimbriata
- Lysandra semiarcuata
- Lysandra semiarcuata-arcuata
- Lysandra semiarcuata-i-nigrum
- Lysandra semiarcuata-semi-i-nigrum
- Lysandra semibasijuncta
- Lysandra semibasijuncta-basijuncta
- Lysandra semibiarcuata
- Lysandra semibibasijuncta
- Lysandra semibi-i-nigrum
- Lysandra semibrunala
- Lysandra semibrunnea
- Lysandra semiceronus
- Lysandra semicincta
- Lysandra semicinnus
- Lysandra semicoelestis
- Lysandra semicostajuncta
- Lysandra semidigitata
- Lysandra semifowleri
- Lysandra semifowleri-margino
- Lysandra semi-i-nigrum
- Lysandra semi-i-nigrum-arcuata
- Lysandra semi-i-nigrum-i-nigrum
- Lysandra semi-i-nigrum-semiarcuata
- Lysandra semilimbojuncta
- Lysandra seminigra
- Lysandra semipluripuncta
- Lysandra semiretrojuncta
- Lysandra semisyngrapha-subocellata
- Lysandra semitribasijuncta
- Lysandra semivirgatus
- Lysandra semivirgularia
- Lysandra shakla
- Lysandra sibyllina
- Lysandra signata
- Lysandra silesia
- Lysandra sinecaerulescens
- Lysandra sokolowskii
- Lysandra splendidissima
- Lysandra stefanellii
- Lysandra striata
- Lysandra suavis
- Lysandra subcoelestis
- Lysandra subelongata
- Lysandra suffescens
- Lysandra superappennina
- Lysandra supprapennina
- Lysandra supraalbocrenata
- Lysandra supramelaina
- Lysandra syngrapha
- Lysandra syngrapha-inframarginata
- Lysandra syngraphoides
- Lysandra syriaca
- Lysandra tarasina
- Lysandra thetis
- Lysandra tiphys
- Lysandra tithonus
- Lysandra torgniensis
- Lysandra transformis
- Lysandra transiens
- Lysandra transinaequalis
- Lysandra transversa
- Lysandra tribasijuncta
- Lysandra trielongata
- Lysandra tri-i-nigrum
- Lysandra tripuncta
- Lysandra trisuavis
- Lysandra typhus
- Lysandra typica
- Lysandra ultraalbocrenata
- Lysandra ultraalbonigrofimbriata
- Lysandra ultraalboradiata
- Lysandra ultraangustimargo
- Lysandra ultrabibasijuncta
- Lysandra ultrabielongata
- Lysandra ultracaerucrenata
- Lysandra ultracaeruleo
- Lysandra ultradiscreta
- Lysandra ultraexteratransversa
- Lysandra ultraflavescens
- Lysandra ultrafowleri
- Lysandra ultrafowleri-margino
- Lysandra ultraimpuncta
- Lysandra ultrainaequalis
- Lysandra ultralavendula
- Lysandra ultralbesco
- Lysandra ultralbonigrofimbriata
- Lysandra ultralunacuspidis
- Lysandra ultralunaextensa
- Lysandra ultralutescens
- Lysandra ultramelaina
- Lysandra ultranubila
- Lysandra ultrapunctata
- Lysandra ultraquadrielongata
- Lysandra ultraradiata
- Lysandra ultrarufescens
- Lysandra ultratrielongata
- Lysandra ultraunielongata
- Lysandra ultraviridescens
- Lysandra ultravlavescens
- Lysandra unipuncta
- Lysandra unisuavis
- Lysandra vacua
- Lysandra wallis
- Lysandra venilia
- Lysandra vestae
- Lysandra violaceo-lunulata
- Lysandra virgatus
- Lysandra virgularia
- Lysandra v-nigrum